# Панков (район Берлина)

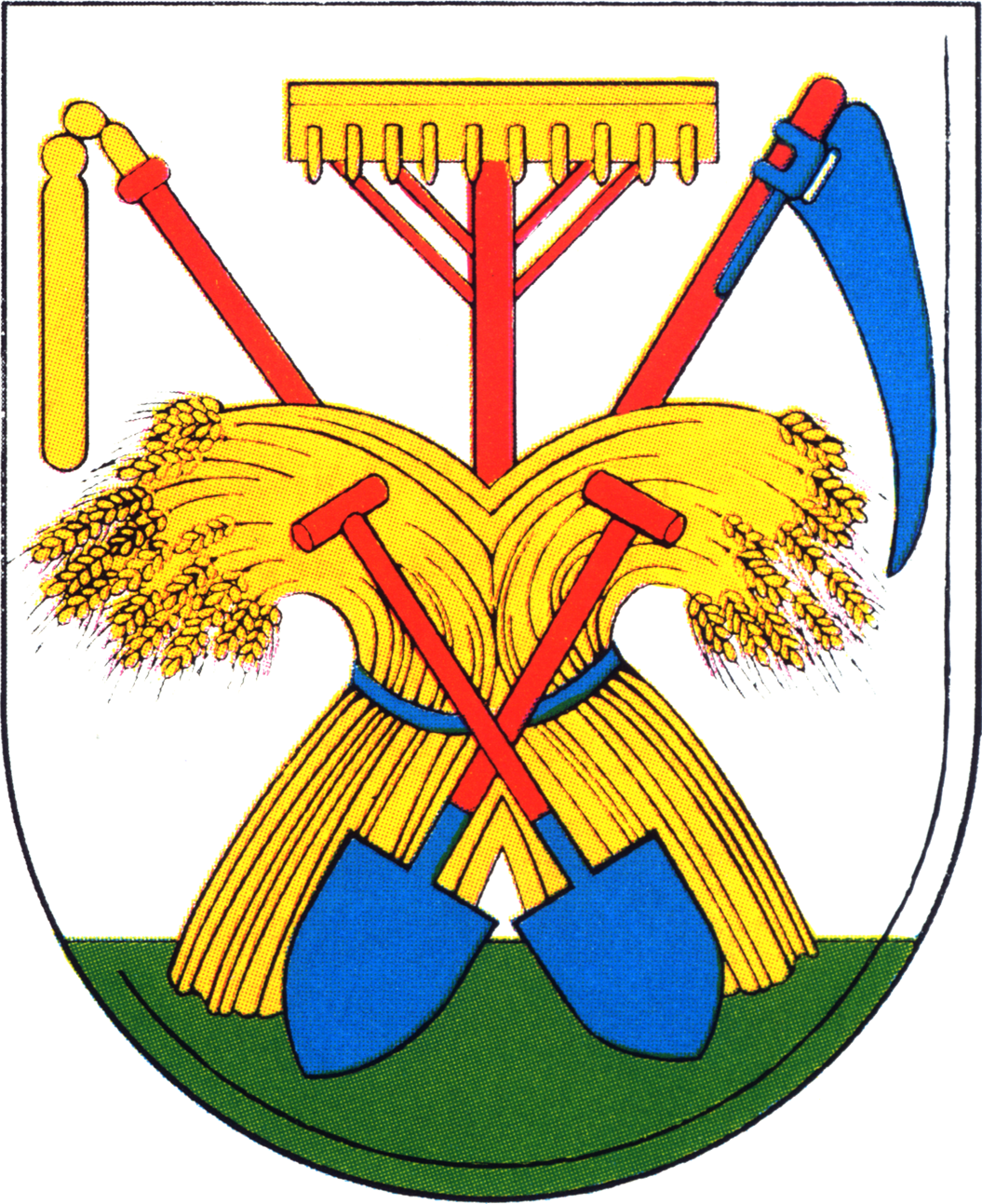
Герб Панков 1987 года

Па́нков (нем. Pankow [ˈpaŋkoː]) — одноимённый район Берлина в северо-восточном административном округе Панков. Район Панков внутри своего округа граничит с другими районами: Нидершёнхаузен, Францёзиш-Буххольц, Бланкенбург, Хайнерсдорф, Вайсензе, Пренцлауэр-Берг, а также имеет границу с административным округом Митте.

## История и достопримечательности
Деревня Панков была основана вендами, жителями славянского происхождения, по берегам речки Панке — притока реки Шпрее. По-славянски речка называлась Паниква (Panikwa), то есть бурлящая водоворотами. Хотя само селение Панков упоминается в документах впервые в 1311 году, расположенная в нём старая приходская церковь четырёх Евангелистов (нем. Alte Pfarrkirche «Zu den vier Evangelisten») документально была зафиксирована уже в 1230 году. Сельский характер развития в Панкове продолжался с эпохи средневековья вплоть до эпохи грюндерства.
И даже ко времени образования в 1920 году Большого Берлина Панков оставался ареалом, где сохранялись земледельческие традиции и выращивались зерновые культуры. Герб Панкова 1987 года отражает это в изобразительных мотивах.
Старинная булочная на Волланкштрассе (нем. Wollankstraße) внесена в список памятников истории, охраняемых государством. С 1860 года построенный здесь дом вместе со сменой хозяев менял и своё назначение, в 1875 году его превратил в булочную пекарь Карл Хартманн. В настоящее время здесь можно познакомиться с особенностями сельской жизни на рубеже XIX и XX веков. Об этом рассказывает созданный на верхнем этаже здания «Музей детства в Панкове» (нем. Museum für Kindheit in Pankow) с небольшой библиотекой. На нижнем этаже после завершения ремонта в 2006 году возобновила работу булочная-пекарня. Технология выпечки основывается на старинных рецептах, немалую роль играют и сами печи, которые топятся дровами. Сорт булочных изделей по имени богини земледелия и плодородия — хлеб Деметры (нем. Demeter-Brot) пользуется у покупателей особым спросом.
В период грюндерства в Панкове активно развивалось производство пива и табачных изделий. К примерам хорошо сохранившейся индустриальной архитектуры относятся здания бывшей солодовни (нем. Maelzerei) и сигаретной фабрики (нем. Zigarettenfabrik). Если долгое время население Панкова увеличивалось незначительно, то со второй половины XIX века начался стремительный рост числа его жителей.
- 1801: 000 286 жителей
- 1850: 001.037 жителей
- 1860: 001.611 жителей
- 1870: 002.105 жителей
- 1880: 004.109 жителей
- 1890: 007.480 жителей
- 1900: 021.534 жителей
- 1910: 029.346 жителей
- 1920: 061.070 жителей
- 1930: 072.064 жителей

## Архитектурные памятники
Дом кавалеров (нем. Kavaliershaus) на современной Брайте-штрассе (нем. Breite Str.) был построен в 1770 году как летняя резиденция богатого берлинского коммерсанта по примеру подобных домов для придворных кавалеров поблизости от дворца Шёнхаузен. К особенностям этой одноэтажной виллы относятся крупные детские фигуры на постаментах перед зданием, которые по классическим греческим представлениям воплощают эмоции, характерные для четырёх разных типов человеческого темперамента: холерика, сангвиника, флегматика и меланхолика. В настоящее время в этой вилле устраивают концерты, выставки, презентации.

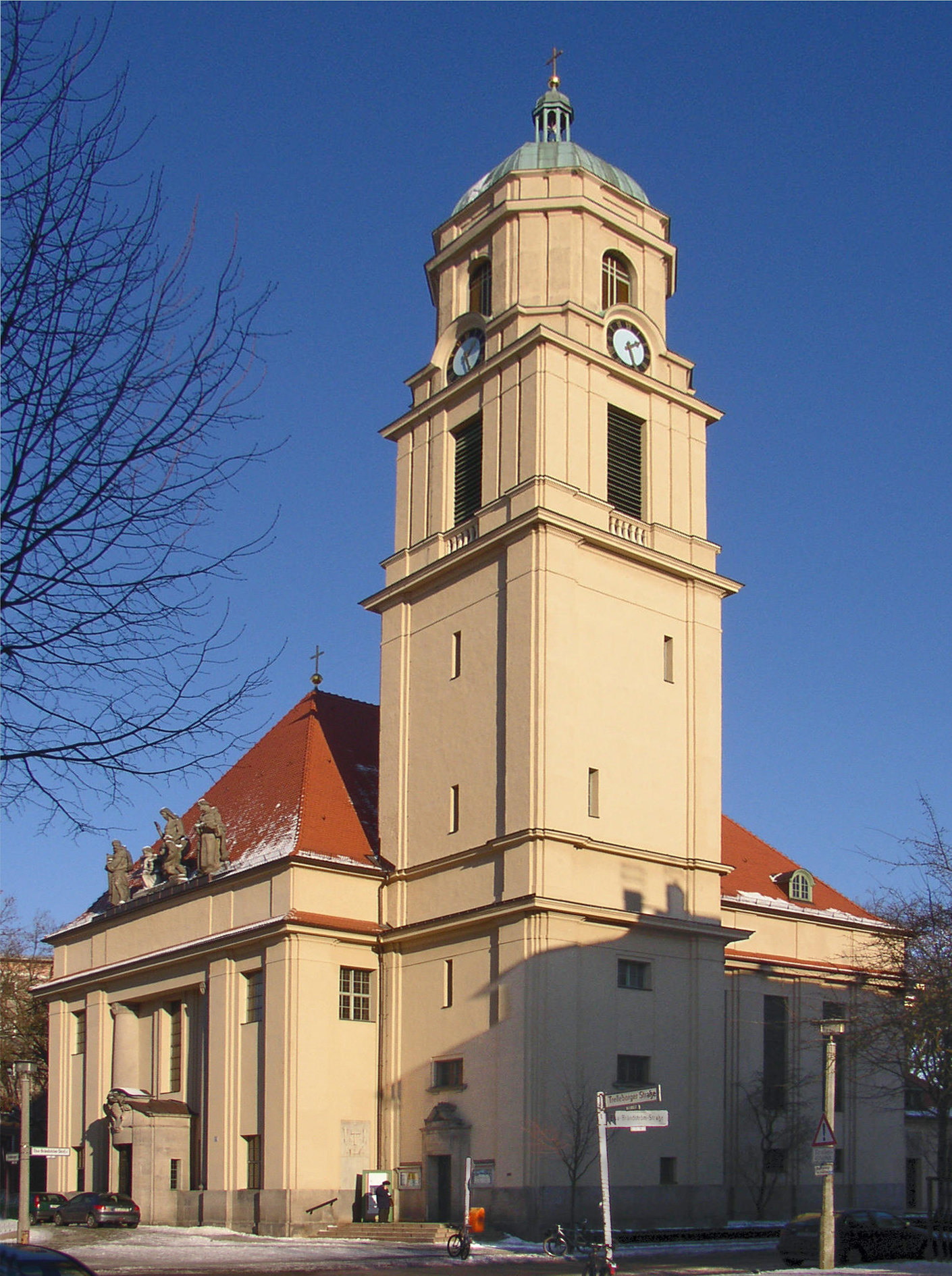
Церковь надежды. Фото 2009 года

Евангелическая церковь надежды «Хоффнунгскирхе» (нем. Hoffnungskirche) на углу Треллеборгер-штрассе (нем. Trelleborger Str.)(Trelleborger Str.) и Эльза-Брэндштрём-штрассе (нем. Elsa-Brändström-Straße) была построена в начале XX века (1912—1913 гг.) по проекту архитектора Вальтера Кёппена (нем. Walter Koeppen) в стиле позднего модерна. Оштукатуренное здание по виду существенно отличается от традиционных для того времени берлинских кирпичных неоготических церквей. Убранство церкви, особенно внутреннее, изобилует скульптурными и живописными изображениями ангелов.
Приют для детей-сирот (нем. Jüdisches Waisenhaus) на Берлинер-штрассе, учрежденный еврейской общиной Берлина в 1882 году, стал жертвой пожара. На его месте в годы 1912—1913 было построено нынешнее здание детского дома. После погромов в ноябре 1938 года директор детдома Курт Крон (нем. Kurt Crohn) сумел организовать транспорт, чтобы спасти детей-сирот и вывезти их в Великобританию и Голландию. В наши дни в отреставрированном здании разместилась Библиотека имени Януша Корчака, есть в нём также стена памяти о мрачных страницах истории.
Архитектурный комплекс на Гёршштрассе (нем. Görschstraße) создавался в начале XX века как ансамбль школьного города (нем. Schulstadt). Фасады и интерьеры зданий украшены мотивами из сказок и былин, в художественных приёмах соседствуют влияния готики, барокко, классицизма и романтизма. Сейчас здесь находится гимназия имени Карла фон Осецкого (годы жизни 1889—1938), немецкого журналиста, радикального пацифиста и антифашиста, лауреата Нобелевской премии мира 1935 года. Ученики этой гимназии в ноябре 2009 года активно участвовали в празднике у Бранденбургских ворот по случаю 20-летия падения берлинской стены со своими разрисованными «каменными» блоками, подготовленными для международной акции Домино (нем. Dominoaktion).
Установлен памятник Юлиусу Фучику (1973).

## Галерея

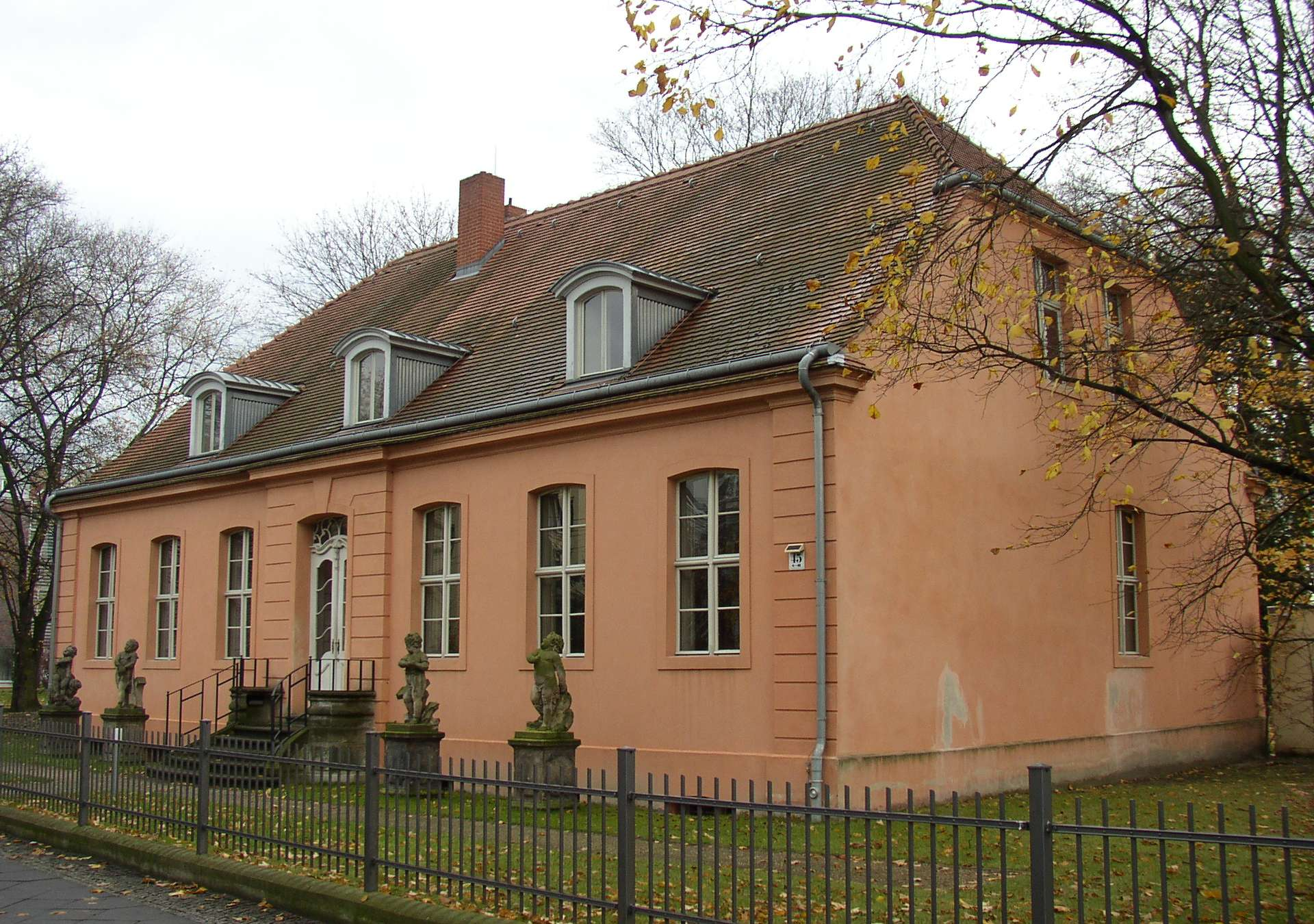
Дом кавалеров. Фото 2006 года.
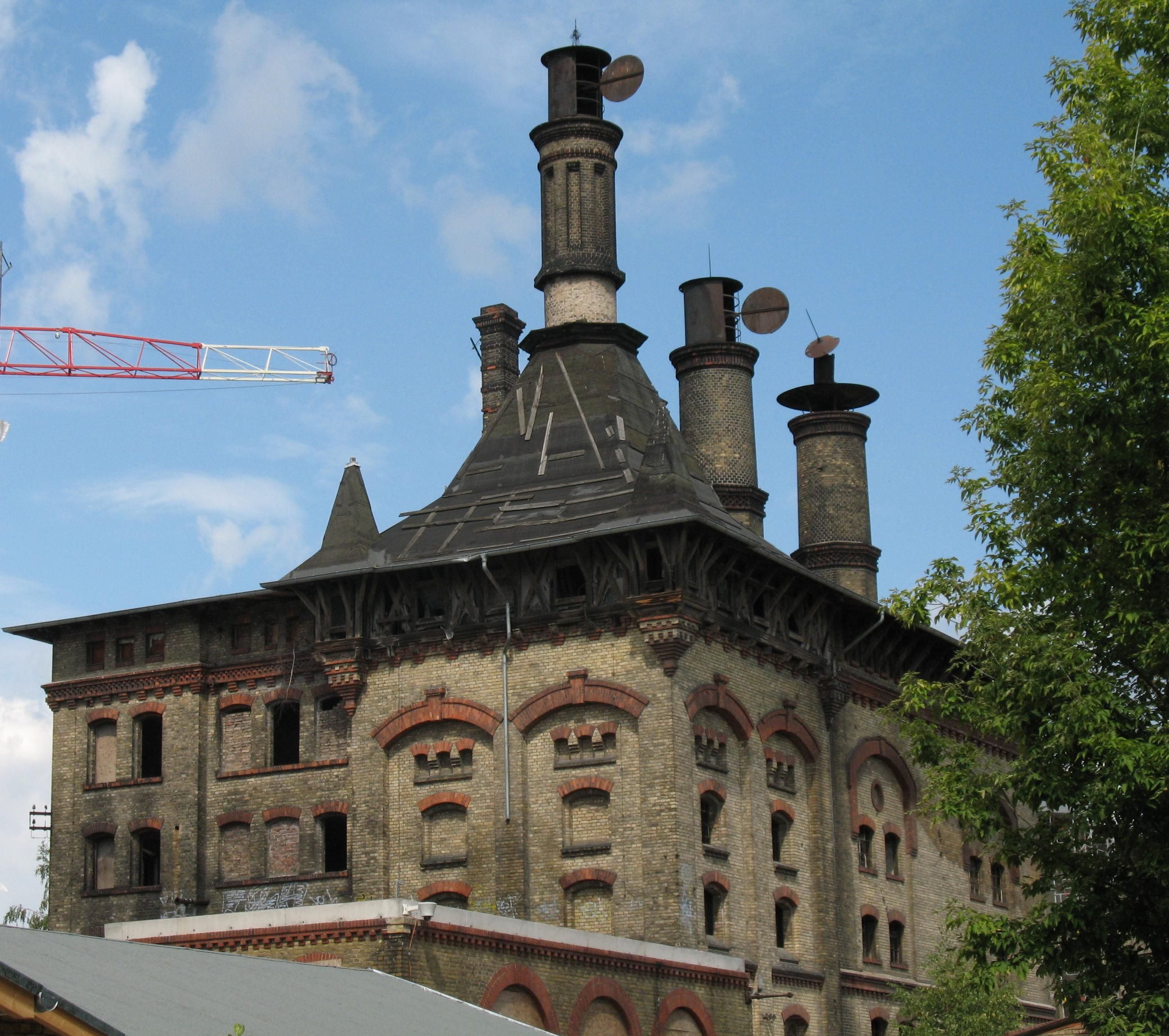
Бывшая солодовня при пивоварне. Фото 2006 года.
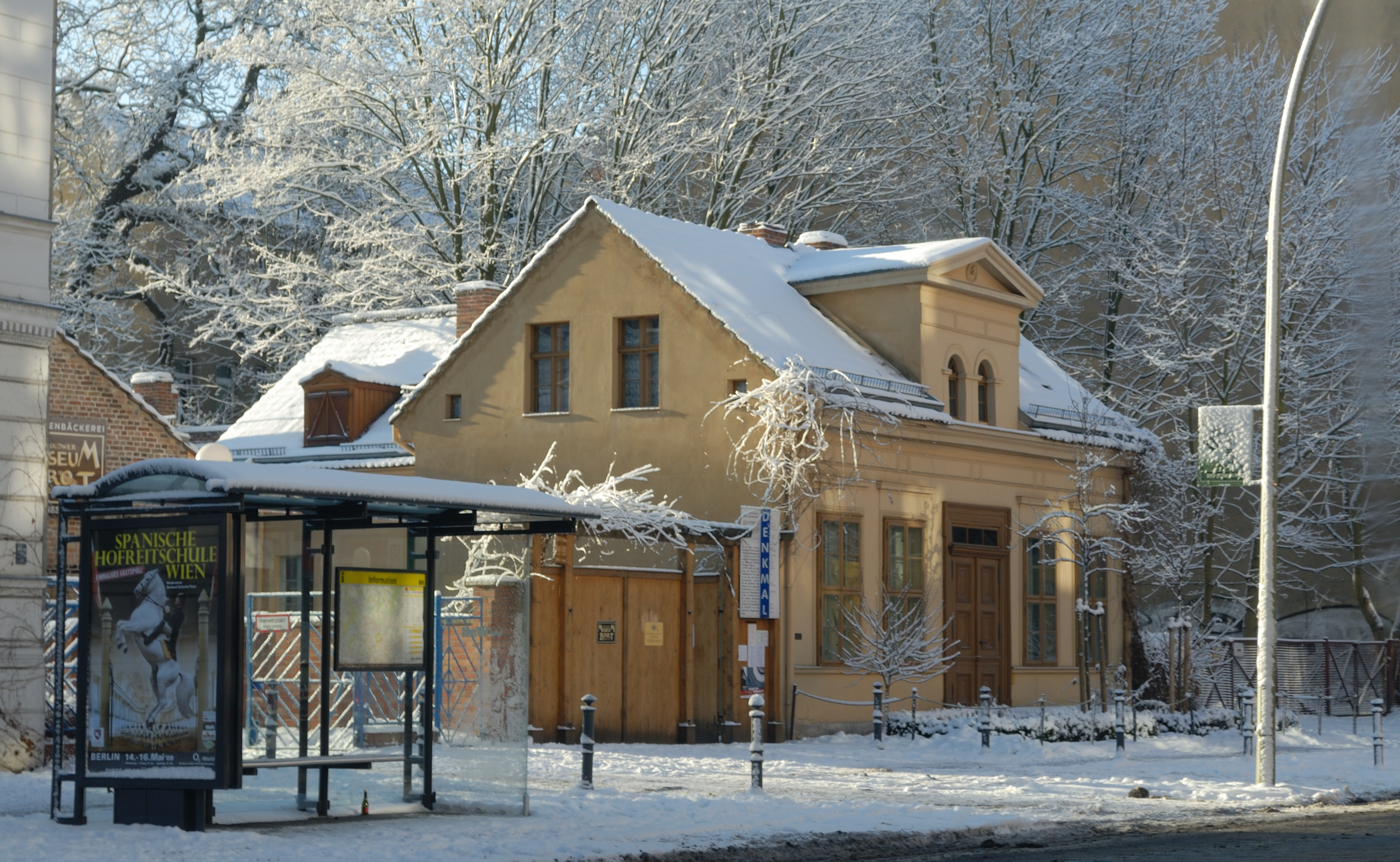
Старинная булочная. Фото 2009 года.
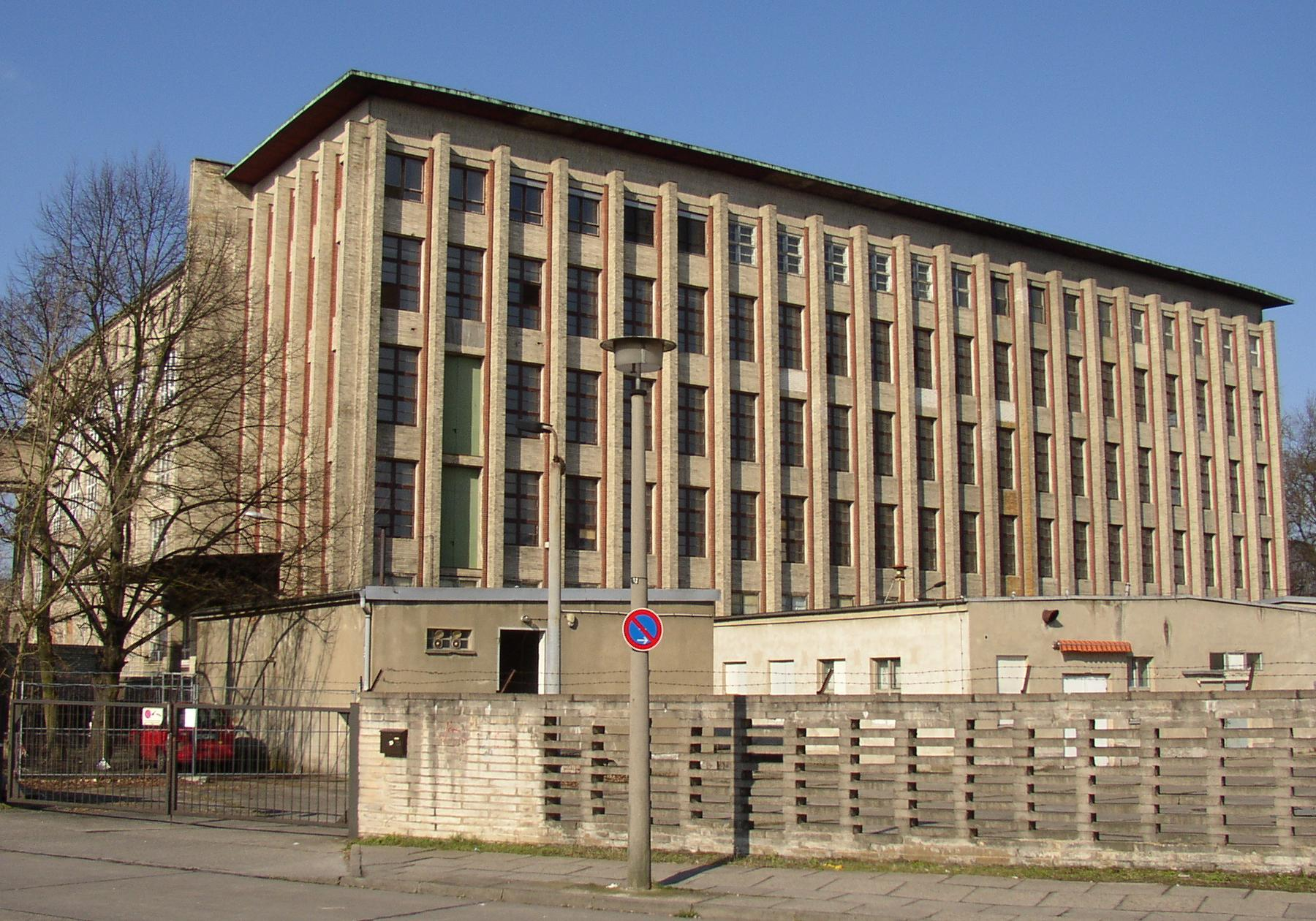
Бывшая сигаретная фабрика. Фото 2008 года.
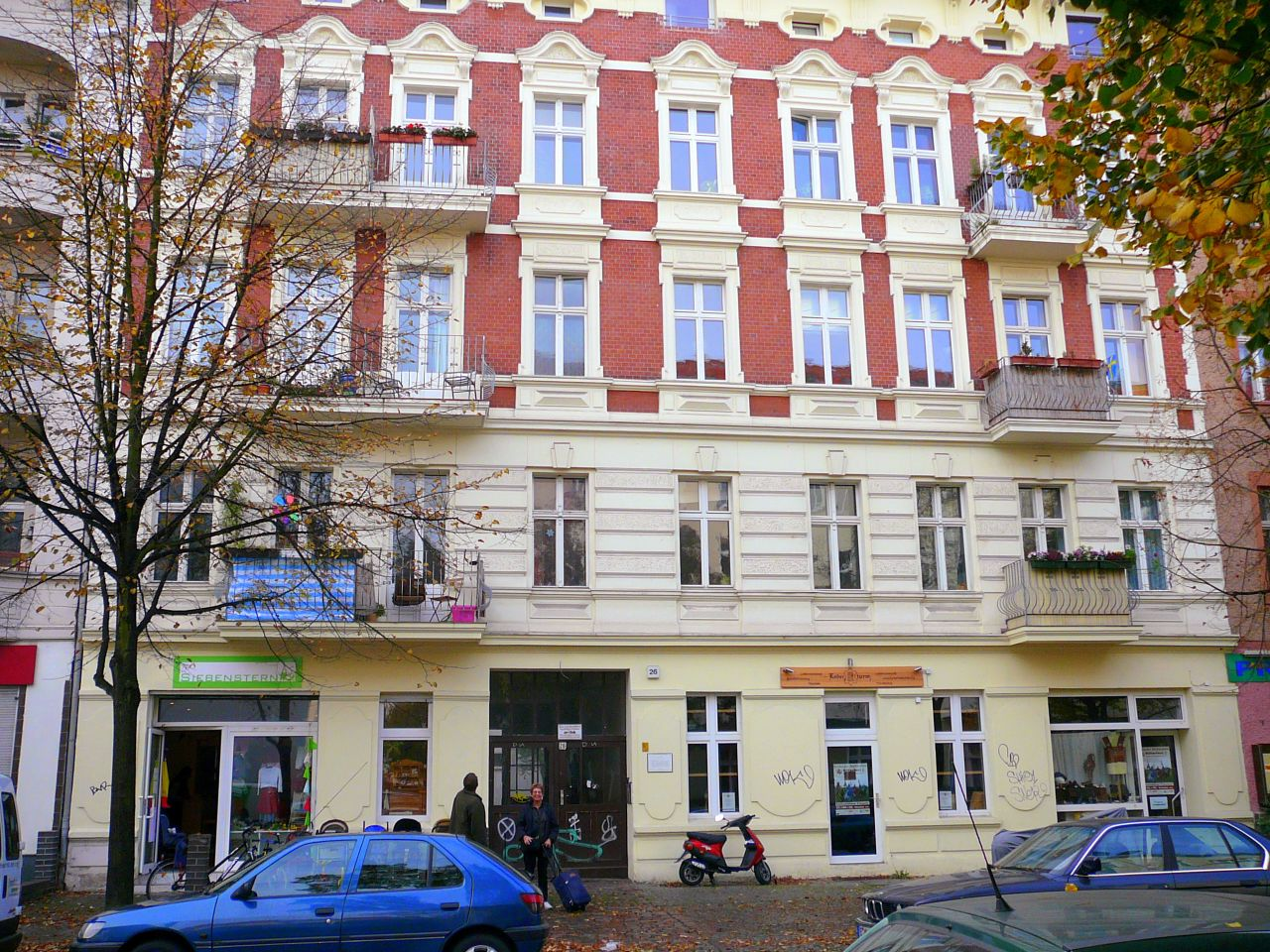
Типичный дом эпохи грюндерства. Фото 2006 года.
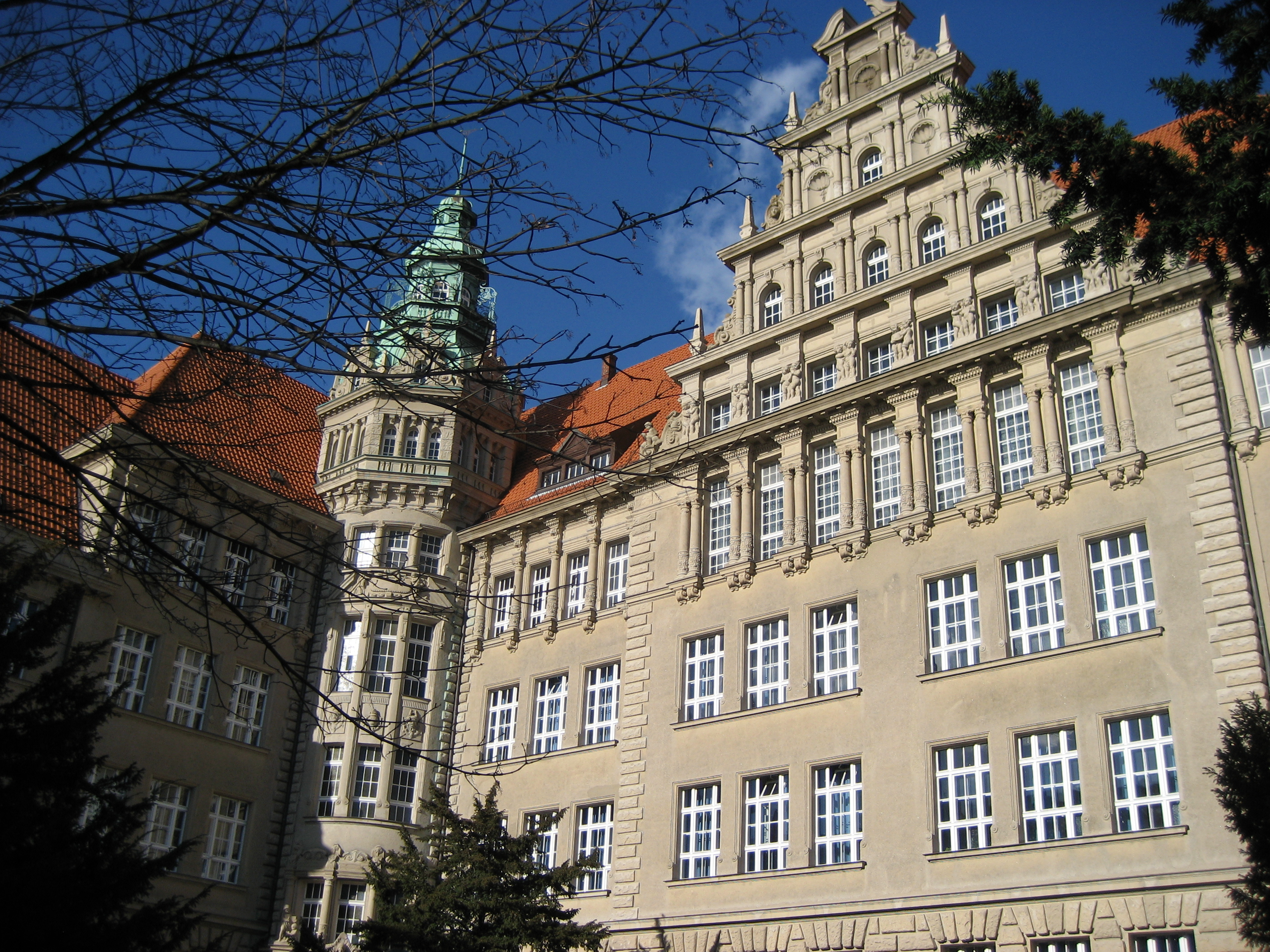
Гимназия имени Карла Осецкого. Фото 2008 года.
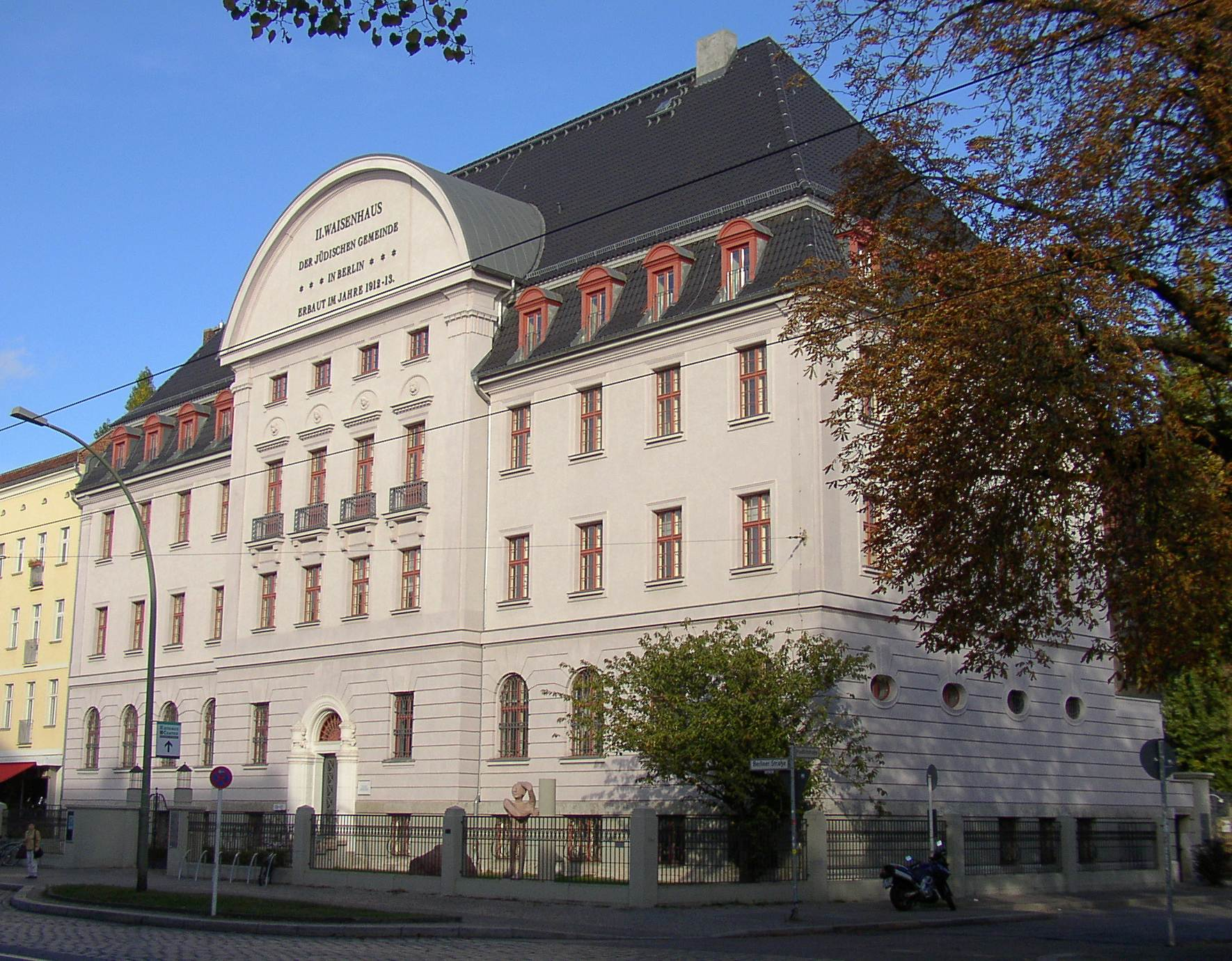
Бывший еврейский приют для детей-сирот. Фото 2006 года.
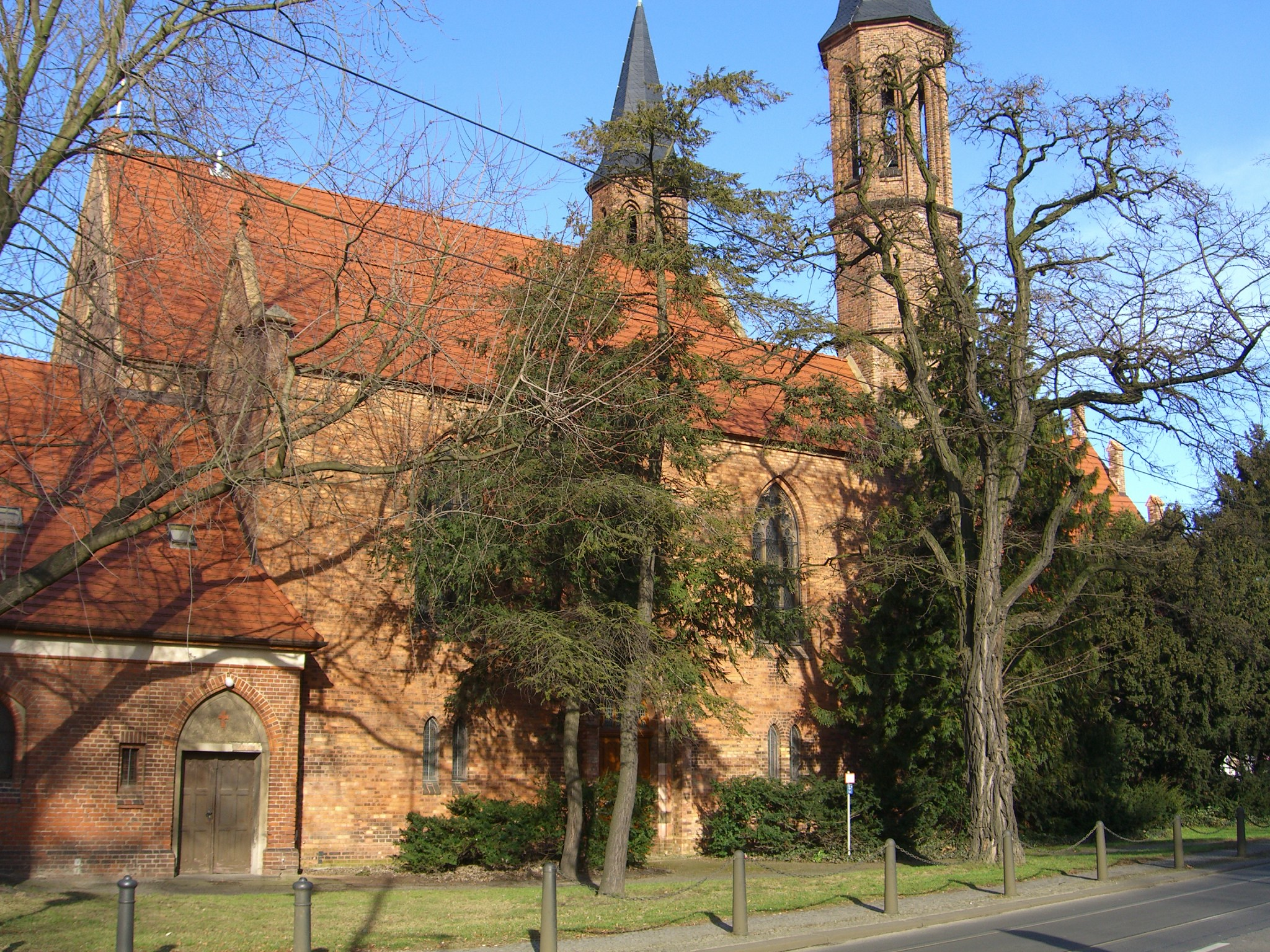
Церковь четырёх Евангелистов. Фото 2008 года.
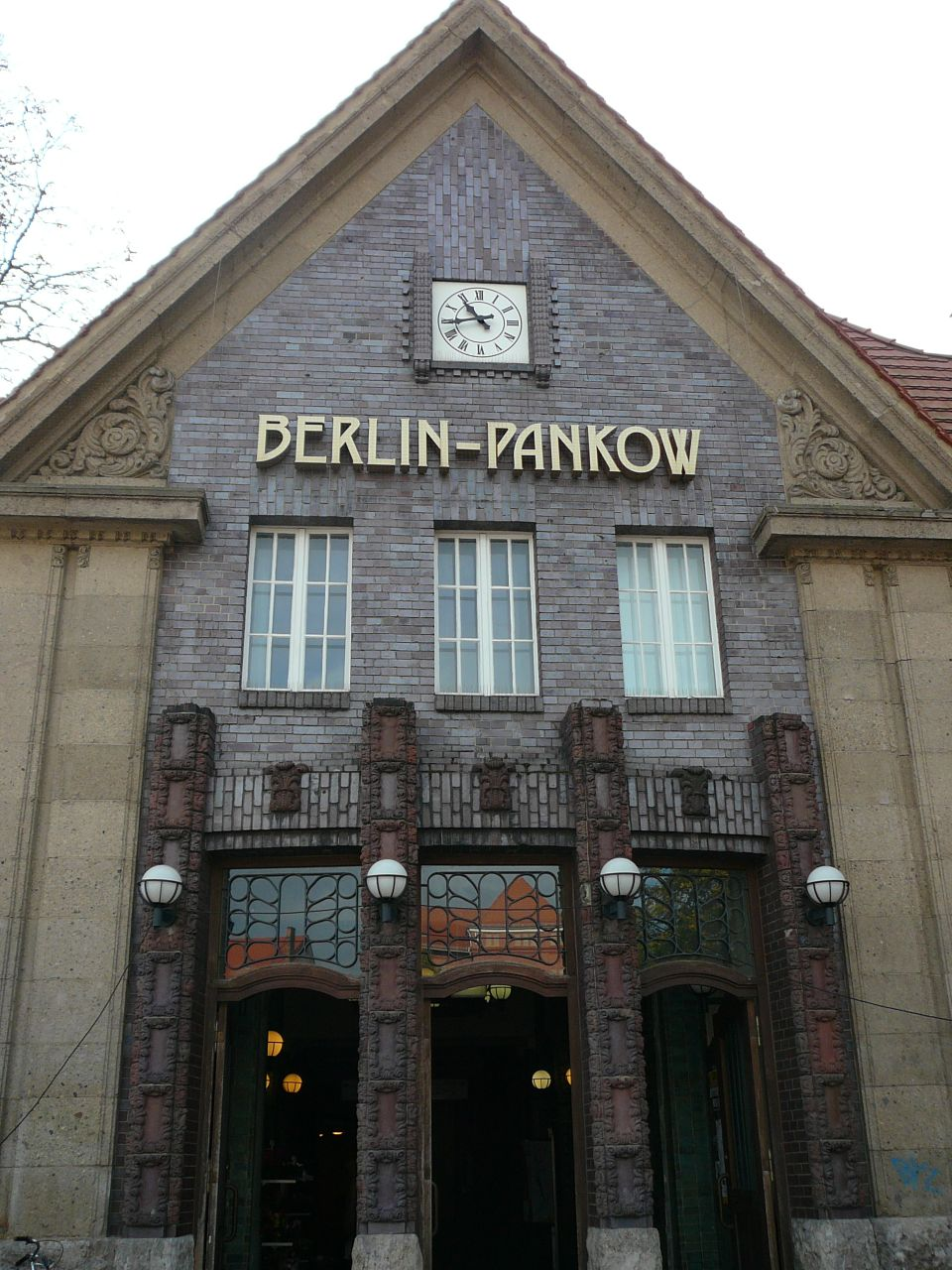
Вход на станцию электрички.
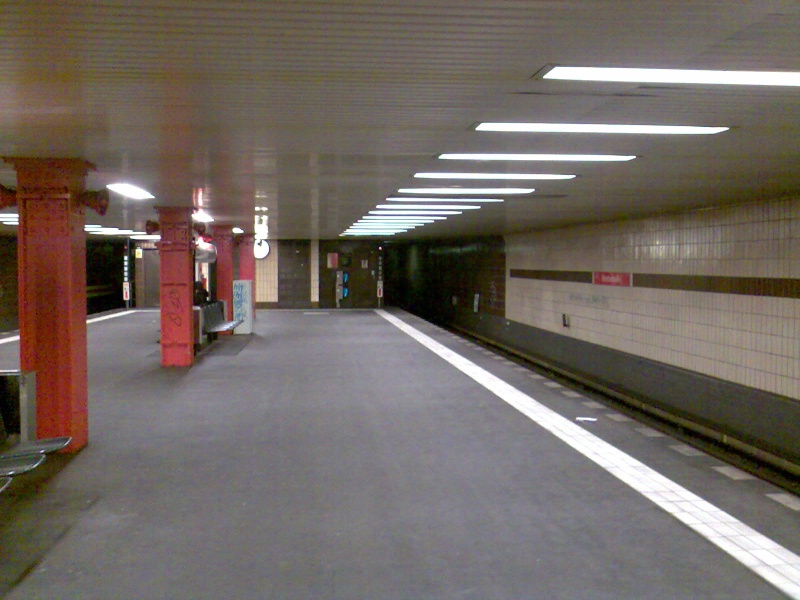
Линия U2 берлинского метро. Станция «Винеташтрассе» (нем. Vinetastrasse).

## Транспорт
В конце XIX века в Панкове появились омнибусы и конка.
В настоящее время в районе Панков проходят:
- линии S1, S2, S8, S25 берлинской городской электрички — S-Bahn (сокращение от нем. Schnellbahn);
- линия метро U2 — U-Bahn (сокращение от нем. Untergrundbahn);
- линии М1 и М50 Берлинского трамвая (нем. Straßenbahn Berlin),
- а также автобусные маршруты — 107, 155, 227, 250, 255.